# Skelleftehamn
Skelleftehamn ( PRONÚNCIA) é uma localidade da província histórica de Västerbotten, no Norte da Suécia, situada a 15 km a leste da cidade de Skellefteå e localizada na foz do rio Skellefte no Mar Báltico.

Pertence ao município de Skellefteå, no condado de Västerbotten.

Possui 2,51 quilômetros quadrados e de acordo com o censo de 2018, havia 3 094 habitantes.

Sua economia se baseia nas fundições Rönnskärsverken, pertencentes à companhia Boliden AB, e no seu porto, por onde exporta madeira e pasta de papel, além de produtos minerais e químicos.

## Etimologia
O nome geográfico Skelleftehamn é composto por Skellefte (nome do rio que passa pela localidade) e hamn (porto), significando ”porto de Skellefte”. A origem de Skellefte é incerta, sendo possivelmente lapónica.